# Shine a Light (canción de McFly)
«Shine a Light»  —en español: «Enciende una luz»— es el segundo sencillo extraído del quinto álbum de estudio de la banda británica McFly, titulado Above the Noise. Fue lanzado el 5 de noviembre de 2010, en los formatos de descarga digital, CD sencillo y en vinilo de 7 pulgadas. Producida y coescrita por Taio Cruz, «Shine a Light» es hasta la fecha el segundo sencillo más vendido de la banda por detrás de «All About You/You've Got a Friend».

## Antecedentes y lanzamiento
En noviembre de 2009 Taio Cruz reveló que había estado trabajando en una canción con McFly: «Estuve en el estudio con ellos y todos tocan sus propios instrumentos muy bien. Son realmente talentosos y fue muy fácil componer una canción juntos». Tom Fletcher describió el proceso de composición como «trabajar hacia atrás» en comparación a cómo la banda escribía normalmente sus canciones, en referencia a empezar a escribir «partiendo sólo de un ritmo».
«Shine a Light» había sido confirmado como segundo sencillo de Above the Noise en julio de 2010, antes mismo del lanzamiento del primer sencillo, «Party Girl».

## Recepción
Robert Copsey de Digital Spy otorgó a la canción cuatro estrellas y la calificó de «casi irresistible»  gracias a «los sintetizadores de Cruz, el inconfundible pop/rock de McFly y algunos engañosos y pegadizos 'Eh eh's». Iain Moffatt de BBC Music escribió que pese a su perfecto pop la canción era «un pequeño bocado ante los éxitos que se venden en las tiendas hoy en día». La crítica de The Entertainment Focus reflejó que a través del álbum la banda «adquiere carácter de himno pop con 'Shine a Light'». Johnny Dee de Virgin Media criticó positivamente el auto-tune de la canción, destacando la colaboración de la banda con Taio calificándola de «un buen efecto». Jack Foley de Indie London declaró que el sencillo era un ejemplo de cómo «fusionar pop rock con dance-pop and y combinarlo con la voz de Taio Cruz (¡sin duda el mayor éxito que cualquiera de estos dos artistas han tenido en las listas de ventas por bastante tiempo!)"».

## Promoción
McFly tocó la canción por primera vez en vivo en el programa británico Paul O'Grady Live. El 4 de diciembre, McFly y Taio Cruz tocaron por primera y única vez la canción juntos en el evento Jingle Bell Ball. Además la banda también promocionó el sencillo en programas como The Hollyoaks Music Show, The Alan Titchmarsh Show, TMI y en eventos benéficos como ChildLine Concert en Dublín y Children in Need. La banda también hizo una aparición en El hormiguero tocando una versión acústica de «Shine a Light».

## Lista de canciones
| CD Single (Super 2755713) |                                                |          |  |
| N.º                       | Título                                         | Duración |  |
| 1.                        | «Shine a Light» (feat. Taio Cruz)              | 3:39     |  |
| 2.                        | «Shine a Light» (WestFunk & Steve Smart Remix) | 3:28     |  |

| Maxi Single (Super 2755725) |                                               |          |  |
| N.º                         | Título                                        | Duración |  |
| 1.                          | «WestFunk & Steve Smart Remix» (solo version) | 3:55     |  |
| 2.                          | «Dynamite» (Radio 1 Live Lounge Session)      | 3:56     |  |
| 3.                          | «I'll Be Your Man» (versión acústica)         | 4:59     |  |
| 4.                          | «End of the World» (versión acústica)         | 3:38     |  |

| Vinilo 7 pulgadas (Super 2755729) |                                   |          |  |
| N.º                               | Título                            | Duración |  |
| 1.                                | «Shine a Light» (feat. Taio Cruz) | 3:39     |  |

## Vídeo musical
El videoclip de «Shine a Light» fue grabado el 21 de septiembre de 2010, con la participación de Taio Cruz y de los fanes de la banda. Los integrantes de la misma publicaron pistas en Twitter para que los fanes pudieran localizar el estudio donde se iba a grabar el vídeo.
En el vídeo, la banda se muestra actuando en una gran jaula, con los fanes alrededor.

## Posicionamiento en listas
El 14 de noviembre el sencillo debutó en el Reino Unido en el puesto #4, con unas ventas de más de 51 000 copias. La canción se mantuvo siete semanas en el Top 20 convirtiéndose en el sencillo más vendido de la banda después de «All About You» hasta la decimoctava semana en la que cayó del top 100 del Reino Unido. La canción alcanzó el puesto #9 en el Airplay Chart del Reino Unido.
En Escocia, la canción pasó tres semanas en el Top 10 y ocho semanas en el Top 20. En Portugal, la canción pasó siete semanas en el Top 20. Nueve semanas de su lanzamiento, «Shine a Light» se colocó en el puesto #16 del Top20 de 4Music.
| Listas (2010–2011)                            | Posición más alta |
| --------------------------------------------- | ----------------- |
| Bélgica (Flandes) (Ultratip Bubbling Under)   | 10                |
| Europa (European Hot 100)                     | 20                |
| Irlanda (IRMA)                                | 13                |
| Escocia (Scottish Singles Sales Chart)        | 4                 |
| Reino Unido (UK Singles Chart)                | 4                 |
| (UK Singles Chart) Lista de fin de año (2010) | 98                |

## Historial de lanzamientos
| País        | Fecha                  | Formato                   | Discográfica   |
| ----------- | ---------------------- | ------------------------- | -------------- |
| Irlanda     | 5 de noviembre de 2010 | Descarga digital          | Island Records |
| Reino Unido | 7 de noviembre de 2010 | Descarga digital          | Island Records |
| Reino Unido | 8 de noviembre de 2010 | sencillo en CD, vinilo 7" | Island Records |

## Personal
- Danny Jones - compositor, guitarra, voz, coros.
- Tom Fletcher - compositor, guitarra, voz, coros.
- Harry Judd - batería, Percusión.
- Dougie Poynter - bajo.
- Taio Cruz - compositor, voz, sintetizador, teclado, productor.
- Alan Nglish - productor
- Serban Ghenea - mezcla